# Prilly
Prilly je město na jihozápadě Švýcarska, v okrese Ouest lausannois v kantonu Vaud. Žije zde přibližně 12 tisíc obyvatel.

## Geografie
Prilly leží v nadmořské výšce 481 m, vzdušnou čarou 3 km severozápadně od hlavního města kantonu, Lausanne. Aglomerační obec Lausanne se nachází na svahu severně od Ženevského jezera, ve střední části kantonu Vaud, v panoramatické poloze asi 100 metrů nad hladinou Ženevského jezera.
Území obce o rozloze 2,2 km² pokrývá část svahu severozápadně od Lausanne, která je rozdělena na několik teras. Území obce se rozkládá od nejnižší terasy (asi 430 m n. m.) východně od Malley na sever přes střední terasu Prilly (asi 480 m n. m.) až po náhorní plošinu u Cery západně od letiště Blécherette (asi 600 m n. m.). Nejvyššího bodu Prilly se dosahuje severně od Cery ve výšce 612 m n. m. V roce 1997 bylo 80 % území obce pokryto zastavěnou plochou, 6 % lesy a lesními porosty a 14 % zemědělstvím.
K Prilly patří osada Cery v nadmořské výšce 590 m n. m. nad městem. Sousedními obcemi Prilly jsou Lausanne, Romanel-sur-Lausanne, Jouxtens-Mézery a Renens.

## Historie

Letecký pohled (1960)

První zmínka o obci pochází z roku 976 a nese název Presliacus. Ve 12. a 13. století se objevily názvy Prelie, Priliez a Priliacum; další pravopisné podoby byly Prilie (1218), Prillie (1228) a Prilliez (1453). Místní jméno pochází z latinského osobního jména Preslius.
Ve středověku vlastnila rozsáhlé pozemky v Prilly katedrální kapitula v Lausanne a opatství Saint-Maurice. Vesnici spravoval biskup z Lausanne, který ji dal v léno pánům z Prilly. Později docházelo k četným změnám majitelů (dočasným majitelem byl Isbrand Daux, který v bernském období zosnoval spiknutí, jehož cílem bylo vydat Vaud do rukou Savojska), až v roce 1729 přešlo panství na Lausanne.
Po dobytí Vaudu Bernem v roce 1536 přešla vesnice pod správu panství Lausanne. Po pádu Staré konfederace patřilo Prilly v letech 1798–1803 v období helvétského soustátí ke kantonu Léman, který byl poté po vstupu v platnost Ústavy o zprostředkování sloučen s kantonem Vaud. V roce 1798 byla obec přiřazena k okresu Lausanne. V 50. letech 20. století se uvažovalo o začlenění do města Lausanne, ale později se od tohoto plánu upustilo. V roce 1962, kdy počet obyvatel překročil hranici 10 000, bylo Prilly prohlášeno za město.

## Obyvatelstvo
| Rok            | 1850 | 1900 | 1910 | 1930 | 1950 | 1960 | 1970   | 1980   | 1990   | 2000   |
| Počet obyvatel | 309  | 1569 | 2358 | 3276 | 3992 | 8430 | 13 352 | 11 931 | 11 284 | 10 955 |

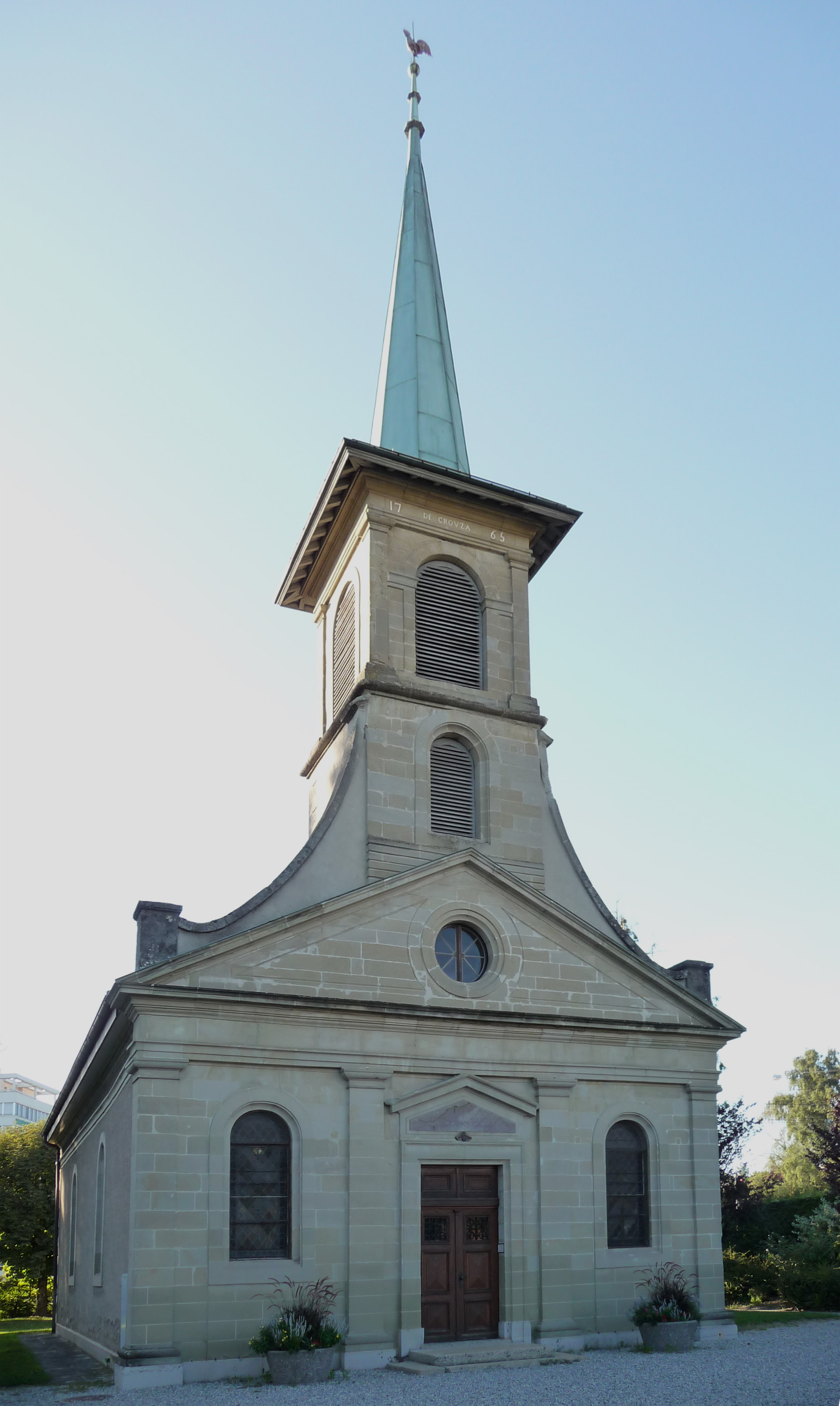
Kostel

Prilly je s počtem obyvatel přibližně 12 tisíc jednou z největších obcí kantonu Vaud. Z celkového počtu obyvatel je 80,1 % francouzsky mluvících, 4,6 % italsky mluvících a 3,3 % německy mluvících (stav k roku 2000). V roce 1850 měla obec Prilly 309 obyvatel, v roce 1900 1569 obyvatel. Po velmi výrazném nárůstu počtu obyvatel od počátku 20. století, zejména v letech 1950–1970, byl opět zaznamenán výrazný pokles počtu obyvatel. Tento pokles se přičítá emigraci cizinců po hospodářské krizi v 70. letech 20. století a v poslední době stárnutí populace. Kromě toho nejsou k dispozici téměř žádné územní rezervy pro výstavbu nových sídlišť. Dnes se osídlená oblast Prilly plynule rozrůstá společně s oblastmi Lausanne, Renens a Jouxtens-Mézery.

## Hospodářství

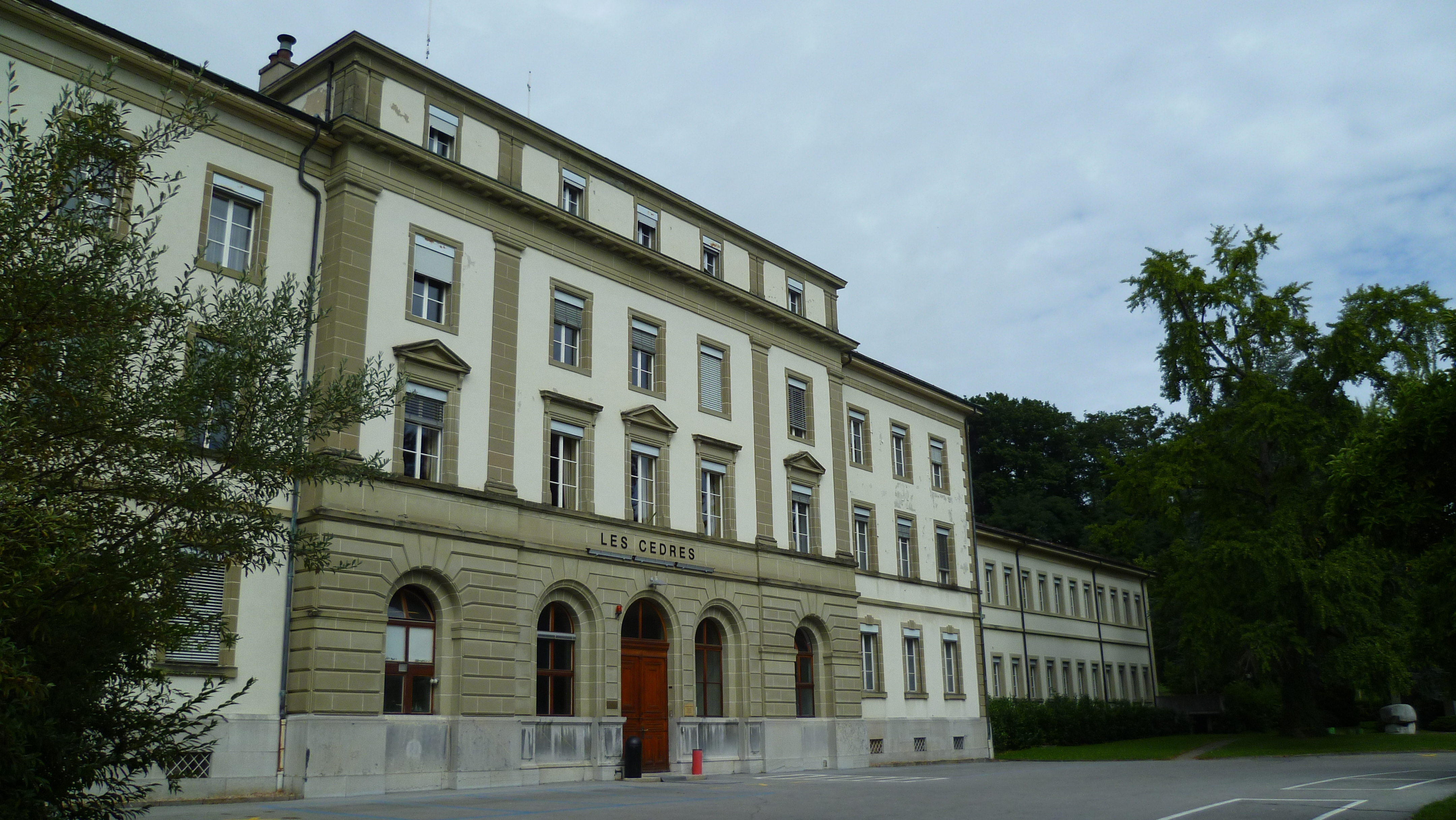
Psychiatrická klinika Cery

Až do začátku 20. století bylo Prilly venkovskou obcí. Tehdy se na svazích kolem centra obce pěstovalo víno. Dnes se zde stále pěstuje jen na malém svahu a primární sektor již nehraje významnou roli ve struktuře zaměstnanosti obyvatelstva.
Vzhledem k poloze přímo na hranicích města Lausanne se již v roce 1900 výrazně zvýšil tlak na osídlení Prilly. Od té doby se průmyslové a obchodní zóny rozvíjejí především pod centrem obce v oblasti železničních tratí. K významným podnikům dnes patří Bobst SA (obaly; od roku 1937) a Sicpa Holding SA (bezpečnostní tiskové barvy; od roku 1927). Dále zde působí přibližně 300 dalších podniků, většinou střední a menší velikosti. Mezi důležitá odvětví patří informační technologie, doprava, tisk a vydavatelství.
Svahy kolem starého centra města byly téměř zcela zastavěny bytovými domy, rodinnými domy a vilami.
V obci Prilly se nachází kantonální psychiatrický ústav Cery (od roku 1873) spolu s psychogeriatrickou nemocnicí, psychiatrickou univerzitní klinikou, psychiatrickou poradnou Lausannské univerzity pro děti a mládež (SUPEA) a terapeutickým centrem pro dospívající (CTA). V Prilly má své administrativní centrum také kantonální banka Vaudu (Banque Cantonale Vaudoise).
Kromě obvyklých vzdělávacích zařízení se v Prilly nachází kantonální škola pro psychiatrické sestry a škola pro automechaniky. K významným sportovním zařízením patří zimní stadion Malley (od roku 1983), domovský stadion hokejového klubu HC Lausanne, který se nachází v blízkosti železniční trati.

## Doprava
Obec má dobré dopravní spojení. Nachází se na hlavní silnici č. 9 z Lausanne do Vallorbe. Nejbližší dálniční sjezdy jsou Lausanne-Malley na západním obchvatu Lausanne (otevřena v roce 1964) a Lausanne-Blécherette na dálnici A9 (Lausanne–Sion) otevřené v roce 1974, obě vzdálené asi 2 km od centra obce.
Územím obce Prilly prochází železniční trať Lausanne–Ženeva a od roku 2011 je v Prilly-Malley zastávka. Nejbližší železniční stanice meziregionálního významu jsou Lausanne a Renens. Horní část obce je obsluhována třemi zastávkami úzkorozchodné železnice Lausanne – Echallens – Bercher. Úsek trati Lausanne – Cheseaux-sur-Lausanne byl uveden do provozu 5. listopadu 1873. Do obce zajíždí také trolejbus z Lausanne a několik autobusových linek provozovaných společností Transports publics de la région Lausannoise.